# ONUCA-medaille
De ONUCA-medaille is een van de Medailles voor Vredesmissies van de Verenigde Naties.
ONUCA is de afkorting voor de "United Nations Observer Group in Central America", een van de vredesoperaties in Midden-Amerika. De VN wilden er zeker van zijn dat de individuele staten geen steun aan opstandelingen en guerrillastrijders in andere landen gaven. De ONUCA-missie zag ook toe op het bestand in Nicaragua. 
Het mandaat duurde van november 1989 tot januari 1992. Nederlandse deelnemers kwamen in aanmerking voor de Herinneringsmedaille VN-Vredesoperaties. De secretaris-generaal van de Verenigde Naties kende de deelnemende militairen en politieagenten de ONUCA-medaille toe.
Zij kregen de bronzen medaille aan een lint dat middelblauw combineerde met het lichtblauw van de vlag van de Verenigde Naties. Tussen de twee kleuren blauw is een smalle verticale donkerblauwe streep geplaatst.